# Aaron Smith
Aaron Luke Smith (Palmerston North, 21 novembre 1988) è un rugbista a 15 neozelandese, mediano di mischia dei Toyota Verblitz nella Japan Rugby League One e campione del mondo 2015 con gli All Blacks. Ha giocato per 12 anni negli Highlanders in Super Rugby diventando uno dei giocatori più importanti della storia della franchigia.

## Biografia
Proveniente dalla provincia rugbistica di Manawatu, con la quale esordì nel 2008 in ITM Cup, Smith fu ingaggiato per la stagione 2011 di Super Rugby dagli Highlanders.
Dopo due stagioni di campionato SANZAR il C.T. della nazionale Steve Hansen lo convocò in occasione del tour irlandese in Nuova Zelanda del 2012, nel corso del quale debuttò per gli All Blacks; fece poi parte della squadra al Championship 2012 e incorse nella sua prima sanzione disciplinare per non avere rispettato l'obbligo di rientro in albergo, cosa che lo fece partire dalla panchina nell'incontro di Championship contro il Sudafrica.
Più avanti nell'anno prese parte al tour in Europa 2012.
Nel 2015 fece parte della squadra degli Highlanders che conquistò il primo titolo del Super Rugby e fu convocato nella rosa neozelandese alla Coppa del Mondo di rugby 2015, laureandosi campione del mondo.
Ancora 4 anni più tardi fece parte della squadra neozelandese che giunse fino alla semifinale della Coppa del Mondo 2019 in Giappone, sconfitta dall'Inghilterra.
Sono 97, al 2021, gli incontri internazionali di Smith per la Nuova Zelanda.

## Palmarès
- Coppe del mondo: 1
Nuova Zelanda: 2015
- Super Rugby: 1
Highlanders: 2015